# ديبيد
ديبيد (بالأرمنية: Դեբեդ) أو كما يمسى ديبيدا (بالجورجية: დებედა) هو نهر في أرمينيا وجورجيا. أنه بمثابة حدود طبيعية بين أرمينيا وجورجيا في قرية ساداخلو الموجودة في جورجيا. يبلغ طول النهر 176 كم (109 ميل)، ويحتوي على حوض تصريف مساحته 4080 كيلومتر مربع (1580 ميل مربع).
ينشأ النهر في أرمينيا ويتشكل عند التقاء كل من دزوراجيت وبامباك، وينتهي في جورجيا حيث يفرغ من اليسار إلى خرامي، أحد روافد نهر كر.